# Mamadu Ture Kuruma
El general Mamadu Ture Kuruma (nascut el 26 d'abril de 1947) és un militar de Guinea Bissau; sotscap de la Junta Militar i comandant del Comandament Militar, que va deposar el president interí Raimundo Pereira i a l'ex Primer Ministre i candidat potencial a la presidència, Carlos Gomes Júnior. El 13 d'abril de 2012, va prometre formar un govern d'unitat amb el pas dels dies. El 18 de maig de 2012 el Consell de Seguretat de l'ONU va aprovar una resolució sobre la prohibició de viatjar als membres del Comandament Militar, incloent Kuruma.